# Olivier Maingain
Olivier D.A.Gh. Maingain (ur. 3 sierpnia 1958 w Sint-Lambrechts-Woluwe) – belgijski polityk, prawnik i samorządowiec, wieloletni lider DéFI.

## Życiorys
Ukończył w 1981 studia prawnicze na Université Libre de Bruxelles, w 1986 uzyskał dyplom na Uniwersytecie w Utrechcie. Do 1988 praktykował w zawodzie prawnika. W latach 1983–1987 był przewodniczącym organizacji młodzieżowej FDF, ugrupowania reprezentującego francuskojęzycznych mieszkańców Brukseli.
W 1988 został radnym miejskim Brukseli (do 1991), a rok później radnym regionu Bruksela (do 1995). W 1991 po raz pierwszy zasiadł w Izbie Reprezentantów, reelekcję uzyskiwał w wyborach w 1995, 1999, 2003, 2007, 2010 i 2014. W latach 2001–2004 był dyrektorem Portu w Brukseli. W 2006 objął funkcję burmistrza Sint-Lambrechts-Woluwe.
W 1995 został przewodniczącym Demokratycznego Frontu Frankofonów (partii zmieniającej nazwę w kolejnych latach). Doprowadził do porozumienia z walońskimi liberałami, w 2002 wprowadził swoje ugrupowanie do federacyjnego Ruchu Reformatorskiego, którą ugrupowanie opuściło w 2011. DéFI kierował nieprzerwanie do 2019.
Odznaczony Krzyżem Komandorskim Orderu Leopolda.